# Disgiunzione
Nella teoria degli insiemi la disgiunzione è la relazione che sussiste fra due insiemi che non hanno alcun elemento in comune.
In altre parole, due insiemi {\displaystyle A} e {\displaystyle B} sono disgiunti se la loro intersezione è l'insieme vuoto {\displaystyle \varnothing }, cioè: {\displaystyle A\cap B=\varnothing .}

## Esempi
Si considerino gli insiemi
{\displaystyle A=\{1,2,3\};\;B=\{3,4,5\};\;C=\{4,5,6\}}
mentre {\displaystyle A} e {\displaystyle B} non sono disgiunti, {\displaystyle A} e {\displaystyle C} sono disgiunti.
Sono disgiunti l'insieme dei numeri pari e quello dei numeri dispari. Non lo sono l'insieme dei numeri reali e l'insieme dei numeri immaginari: hanno in comune lo zero inteso come numero complesso.

## Varie
La disgiunzione di insiemi è una relazione simmetrica, non riflessiva (l'unico elemento in relazione con sé stesso è l'insieme vuoto) e non transitiva. Un controesempio per la non transitività è dato dai seguenti insiemi
{\displaystyle E=\{a,b,c\};\;F=\{d,f,g\};\;G=\{e,f,h,i\}} ;
{\displaystyle E} ed {\displaystyle F} sono disgiunti, come lo sono {\displaystyle E} e {\displaystyle G}; {\displaystyle F} e {\displaystyle G} invece non sono disgiunti.
Una famiglia di insiemi {\displaystyle \,E_{i}} per {\displaystyle \,i\in I} si dice costituita da
insiemi mutuamente disgiunti (o a due a due disgiunti) se per ogni coppia di indici distinti {\displaystyle \,h,k\in I} i corrispondenti insiemi sono disgiunti: {\displaystyle \,E_{h}\cap \,E_{k}=\varnothing }. Notare che questa è una proprietà più forte del richiedere che l'intersezione totale {\displaystyle \bigcap _{i\in I}E_{I}} sia vuota. Per esempio gli insiemi E, F e G definiti sopra non sono mutuamente disgiunti sebbene {\displaystyle \,E\cap \,F\cap \,G=\varnothing }.
Una partizione di un insieme è costituita da un ricoprimento fatto con suoi sottoinsiemi mutuamente disgiunti.